# كيسوكي نيموتو
كيسوكي نيموتو هو لاعب كاراتيه ياباني، ولد في 31 مايو 1979 في تشيبا في اليابان.